# Shaky Shawn
Ashanti T. Wright, mer känd under artistnamnet Shaky Shawn, född den 25 mars 1991 i Illinois, död 28 mars 2021 i Maywood, Chicago, var en amerikansk gangsterrappare och musikproducent. 
Hon inledde sin musikkarriär år 2012 och hennes mest framgångsrika låtar är Bussin, He Say, She Say, 2EZ, Dope 'N Detergent, och Bloody Codeine. Några av singlarna producerades av Alex Christian Jean Petit, som även arbetar under artistnamnet CashMoneyAP. Han har bland annat producerat musik åt Gucci Mane, Lil Skies, och DaBaby.
Wright var öppet lesbisk och uppmärksammades i media för sitt stöd till HBTQ-rörelsen. Den 28 maj 2021 sköts hon ihjäl med flera skott i området Maywood i Chicago. Hon förklarades död klockan 22:28 lokal tid. Mordet är ännu inte uppklarat och motivet är också oklart.
Hennes sista utgivna låt blev Elite.

## Diskografi
- 2014 – Bussin
- 2017 – TreyILLzExclusive Summer17 Vol 1 (mixtape)